# Campionati europei di badminton a squadre 2012
I Campionati europei di badminton a squadre 2012 si sono svolti ad Amsterdam, nei Paesi Bassi. È stata la 4ª edizione del torneo, organizzato dalla Badminton Europe.

## Podi
| Evento           | Oro       | Argento   | Bronzo      |
| Torneo maschile  | Danimarca | Germania  | Inghilterra |
| Torneo femminile | Germania  | Danimarca | Paesi Bassi |